# André Lefèbvre
André Lefèbvre, född 19 augusti 1894 i Louvres, död 4 maj 1964 i Saint-Germain-en-Laye, var en fransk bildesigner. Han är mest känd för sitt arbete för Citroën.

## Biografi

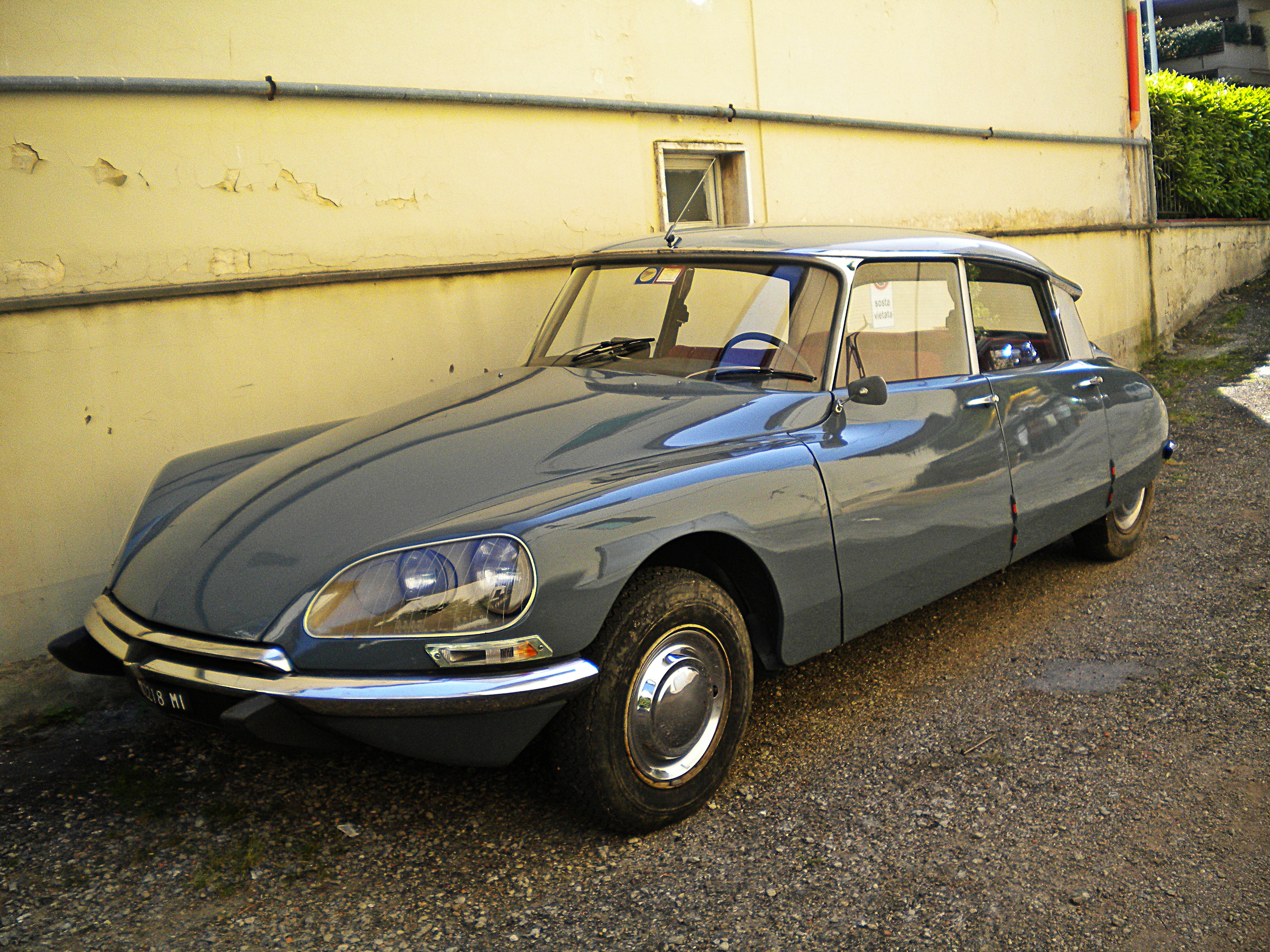
Citroën DS ritades av André Lefèbvre.

Tillsammans med Flaminio Bertoni och Paul Magès ritade han Citroën Traction Avant, Citroën 2CV , Citroën DS och Citroën HY.
Lefèbvre föddes i Louvres och inledde sin karriär som ingenjör på flygplans- och biltillverkaren Voisin 1916. Han arbetade en kort period för Renault innan han 1933 anställdes av André Citroën.